# Gerrhonotus parvus
La lagartija caimán de Sierra Plegada (Gerrhonotus parvus) es una especie de lagarto escamoso ánguido del género Gerrhonotus. Fue descrito por primera vez por R. Alec Knight y James F. Scudday en 1985.

## Etimología
El epíteto específico G. parvus proviene del latín y significa pequeño, debido a que es la especie con tamaño adulto más pequeña reconocida en el género Gerrhonotus.

## Descripción
Es una especie relativamente pequeña, con una longitud máxima hocico-cloaca de 7,6 cm. Su cabeza es brillante y lisa, de color marrón grisáceo con manchas oscuras dispersas. Los labios están salpicados de pigmento y el mentón y la garganta son de color blanco.

## Reproducción
La lagartija caimán de Sierra Plegada es una especie ovípara; una hembra adulta produce 4-6 huevos.

## Hábitat y distribución
G. parvus se encuentra en Sierra Madre Oriental en el estado de Nuevo León, México. Originalmente se distribuía en el municipio de Galeana en una zona de transición entre bosque de pino (Pinus arizonica) y de matorral yesófilo abierto a 1650 m de altitud. La especie ha sido registrada en el Cañón de San Isidro, Santiago, Nuevo León, a una altitud de 1600 m; el cañón se caracteriza por pozos de agua y paredes empinadas de piedra caliza cubiertas con agaves, sotols y matorrales de roble; el fondo del cañón tiene montones de hojarasca con grandes rocas dispersas. También se registra en Mireles, Los Rayones, Nuevo León, con un hábitat similar al del Cañón de San Isidro, pero con una elevación de 900 m. G. pardus actualmente es una especie endémica de Santa Catarina, Nuevo León, México.